# Wymowa w języku esperanto
Wymowa w języku esperanto – sposób artykulacji poszczególnych dźwięków, a także wyrazów i zdań w języku esperanto. W jej skład wchodzi również prozodia, czyli zbiór takich cech jak akcent, intonacja i iloczas występujących w języku esperanto. Wymowa w języku esperanto jest zazwyczaj opisywana w ogólnych zarysach, a mówiącemu pozostawia się szeroką możliwość interpretacji i odstępstw, zwłaszcza przy wymowie poszczególnych dźwięków. W języku esperanto zaleca się unikać takich zjawisk fonologicznych jak sandhi czy asymilacja, choć niektóre są akceptowane. Najczęściej pojawiają się one wskutek interferencji języka ojczystego mówiących. Tymczasem za wzorcową uznaje się wymowę nieobciążoną wpływami mowy ojczystej esperantystów.

## Historia
Na szesnaście reguł, które podane są w Fundamento de Esperanto Ludwika Zamenhofa, dzieła, które ściśle określa zasady gramatyczne języka esperanto, jedynie punkt dziewiąty i dziesiąty dotyczą zjawisk prozodycznych w języku esperanto:

9. Każdy wyraz tak się czyta, jak się pisze.
10. Akcent pada zawsze na przedostatnią zgłoskę.

Pozostałe zasady wypracowały ponad stuletnie używanie języka i wykształcenia się uzusu językowego oraz zalecenia Akademii Esperanto.

## Dźwięki

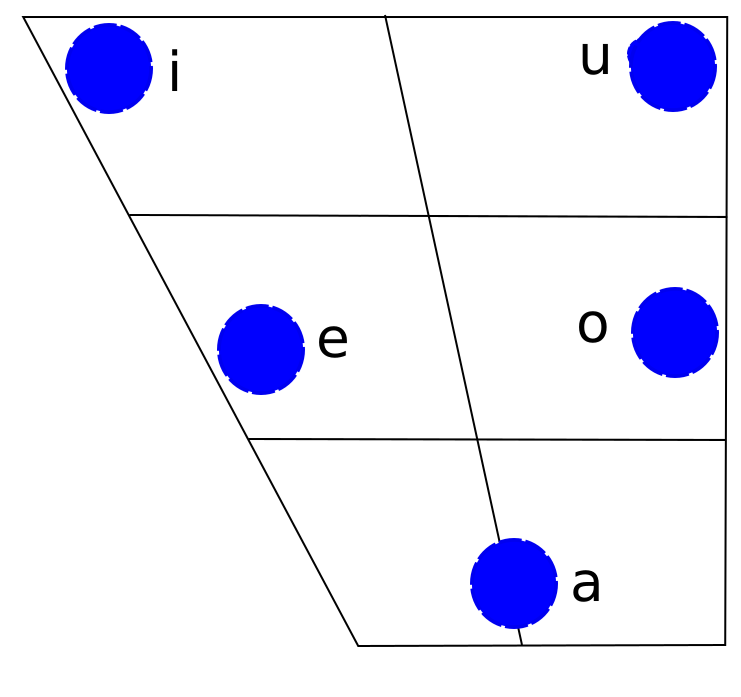
Przedstawienie samogłosek esperanckich na diagramie Jonesa

W języku esperanto istnieje 28 dźwięków, przy czym wszystkie są oparte na już istniejących w różnych językach, nie ma dźwięków specyficznych dla języka esperanto. Zgodnie z założeniem Ludwika Zamenhofa każda głoska ma swój jedyny graficzny odpowiednik – literę. Wszystkie litery są wymawiane, nie istnieją litery nieme. Każda litera ma dokładnie jeden odpowiednik dźwiękowy. Zarówno samogłoski jak i spółgłoski są wymawiane tak samo, niezależnie od ich kontekstu fonologicznego. Niewyjaśnione jest, czy istnieje zwarcie krtaniowe czy też między samogłoskami na granicach wyrazów istnieje rozziew, jak np. w wyrażeniu mortigi insektojn.
Stosunek samogłosek do spółgłosek w języku esperanto wynosi 43:57. Dla porównania przykładowo w amerykańskim angielskim 37,4:62,6, w łacinie 44:56 a w fińskim 51:49. Najczęściej występującymi fonemami w esperanto są: /a/ (12,67%), /o/ (9,15%), /i/ (8,79%), /e/ (8,44%), /n/ (7,33%), /r/ (6,02%), /s/ (5,49%), /t/ (5,47%), /k/ (3,83%). Najrzadziej używanymi spółgłoskami są /x/ (0,00%), /ʒ/ (0.08%), /h/ (0,25%), /z/ (0,30%) oraz /ʃ/ (0,33%). Najrzadziej używaną samogłoską jest /u/ (3,08%).

### Samogłoski
Istnieje pięć samogłosek, które dzielą się następująco:
| Typ         | Przednie | Centralne | Tylne |
| ----------- | -------- | --------- | ----- |
| Przymknięte | i        |           | u     |
| Średnie     | e        |           | o     |
| Otwarte     |          | a         |       |

Ich wymowa nie jest ściśle ograniczona do określonego miejsca artykulacji w jamie ustnej, a ich granice w ramach wymowy indywidualnej są dość szerokie, pod warunkiem że poszczególne samogłoski różnią się od innych. Ścisłe reguły nie istnieją.
W języku esperanto występują podwójne samogłoski, na przykład: treege, metroo. Nie stanowią one długiej samogłoski i wymawia się je oddzielnie.

#### Iloczas
Klasycznego iloczasu w języku esperanto nie ma, natomiast występuje zjawisko występowania różnej długości samogłosek o charakterze niefonemicznym. Samogłoski akcentowane są z natury dłuższe i zjawisko to dotyczy wszystkich samogłosek. I tak w wyrazie murmuri, gdzie akcent pada na środkową samogłoskę u, jest ona dłuższa niż pierwsze u. O długości samogłoski decyduje również kontekst spółgłoskowy, czyli bezpośrednie otoczenie samogłoski. Samogłoski, po których następuje zbitka spółgłoskowa, są z natury krótsze niż te, po których występuje tylko jedna spółgłoska, np. w parze wyrazów paro i parto. Mimo że obie samogłoski są akcentowane, w wyrazie parto samogłoska a jest krótsza. Samogłoska jest krótka również wtedy, gdy występuje w jednosylabowym wyrazie zakończonym spółgłoską, takim jak apud, dum.

### Półsamogłoski
W języku esperanto istnieją dwie półsamogłoski: ŭ i j. Obie są artykułowane bez przeszkody w jamie ustnej, jednak wymagają ruchu języka w sposób, w jaki odbywa się to przy wymowie spółgłosek. Półsamogłoski są z natury krótkie i nigdy nie są akcentowane. Zawsze pojawiają się w towarzystwie pełnej samogłoski. Dźwięk ŭ pojawia się zwykle w sekwencjach aŭ i eŭ, zbitki z innymi samogłoskami nie pojawiają się w esperanto, poza sekwencją oŭ, choć każdy wyraz z tą zbitką ma swój odpowiednik bez niej: toŭfuo → tofuo. W Fundamento de Esperanto zapisano, że ŭ pojawia się zawsze po samogłosce, wyjątkiem jest nazwa litery ŭo (przy wymowie esperanckiego alfabetu po spółgłosce następuje o: bo, co, do itd.) Okazjonalnie inne zbitki z użyciem półsamogłoski pojawiają się w wyrazach dźwiękonaśladowczych.
Półsamogłoska j pojawia się zarówno przed dowolną samogłoską, jak i bezpośrednio po niej. Zwykle wymawiana jest jako krótkie i, choć duże zwężenie kanału przepływu powietrza w wymowie j na granicy spółgłoski trącej nie jest błędem. Istnieją pary minimalne różniące się użyciem i i j: jam – iam, jen – ien, mielo – mjelo. W przypadku, gdy i jest akcentowane, różnica jest łatwiejsza do wyartykułowania. W szybkiej wymowie różnica między j oraz i jest niemal nie do wychwycenia.

### Spółgłoski
Spółgłoski bez znaków diakrytycznych wymawiane są w sposób zbliżony do wymowy polskiej (znak v wymawia się /v/). Oto omówienie miejsca i sposobu artykulacji spółgłosek bez znaków diakrytycznych:
| spółgłoska | oznaczenie IPA | miejsce i sposób artykulacji          |
| ---------- | -------------- | ------------------------------------- |
| b          | b              | wybuchowa, wargowa, dźwięczna         |
| p          | p              | wybuchowa, wargowa, bezdźwięczna      |
| d          | d              | wybuchowa, zębowa, dźwięczna          |
| t          | t              | wybuchowa, zębowa, bezdźwięczna       |
| g          | g              | wybuchowa, podniebienna, dźwięczna    |
| k          | k              | wybuchowa, podniebienna, dźwięczna    |
| v          | v              | trąca, wargowo-zębowa, dźwięczna      |
| f          | f              | trąca, wargowo-zębowa, bezdźwięczna   |
| z          | z              | trąca, zębowa, dźwięczna              |
| s          | s              | trąca, zębowa, bezdźwięczna           |
| h          | h              | trąca, krtaniowa, dźwięczna           |
| c          | t͡s             | wybuchowo-trąca, zębowa, bezdźwięczna |
| n          | n              | nosowa, zębowa, dźwięczna             |
| m          | m              | nosowa, wargowa, dźwięczna            |
| r          | r              | drżąca, zębowa, dźwięczna             |
| j          | j              | półsamogłoska, półotwarta, przednia   |

Dźwięki reprezentowane przez litery ze znakami diakrytycznymi wymawia się następująco:
| litera | dźwięk w zapisie IPA | przykład          | zbliżony dźwięk polski | sposób artykulacji                       | uwagi                                              |
| ------ | -------------------- | ----------------- | ---------------------- | ---------------------------------------- | -------------------------------------------------- |
| ĉ      | t͡ʃ                   | ĉevalo, ĉapo      | cz                     | wybuchowo-trąca, dziąsłowa, bezdźwięczna |                                                    |
| ĝ      | d͡ʒ                   | ĝardeno, ĝendarmo | dż                     | wybuchowo-trąca, dziąsłowa, dźwięczna    |                                                    |
| ĵ      | ʒ                    | ĵeti, ĵaketo      | ż                      | trąca, dziąsłowa, dźwięczna              |                                                    |
| ĥ      | x                    | ĥoro, ĥaoso       | ch                     | trąca, welarna, bezdźwięczna             | głoska w zaniku, zastępowana najczęściej przez /k/ |
| ŝ      | ʃ                    | ŝnuro, ŝalo       | sz                     | trąca, dziąsłowa, bezdźwięczna           |                                                    |
| ŭ      | w                    | paŭzo, Eŭropo     | ł                      | półsamogłoska, półotwarta, tylna         | występuje tylko w dyftongach                       |

### Szczegółowa artykulacja spółgłosek
W języku esperanto występują samogłoski, spółgłoski i dyftongi. W przeciwieństwie do wielu języków, w tym polskiego, samogłoska nie ma wpływu na otoczenie, nie zmiękcza występującej po niej spółgłoski, a także nie ulega przeistoczeniu w spółgłoskę, stąd np. w takim wyrazie jak radio nie ulega przemianie w /j/. Na granicy samogłosek, np. /i/ i /o/, dopuszczalne jest epentetyczne użycie spółgłoski /j/, np. /varsovi(j)o/, przy czym /j/ nie powinno być zbyt mocno wymawiane.
Niesylabotwórcza samogłoska ŭ nie występuje samodzielnie, a łączy się z poprzedzającą ją samogłoską, tworząc niepodzielny dyftong, np. aŭto, paŭzo.
Iloczas wśród spółgłosek nie istnieje, wszystkie wymawiane są pojedynczo. Także poszczególne spółgłoski nie mają na siebie wpływu, z wyjątkiem zbitki n + g, wymawianych tylnojęzykowo, na zasadach spotykanych w innych językach. Nie dotyczy to jednak złożeń takich jak vinglaso, bankuvo, gdzie spółgłoska /n/ nie asymiluje się do /ŋ/. Nie istnieje również asymilacja w zbitkach spółgłoskowych, stąd np. wyraz absolute jest wymawiany /abso'lute/, a nie */apsolute/, ekzameno jest wymawiany jako/ekzameno/ nie */egzameno/. Odstępstwa od tej reguły, wynikające z wpływu języka ojczystego na wymowę esperancką, są jednak tolerowane. Nie jest jednak możliwe ubezdźwięcznianie spółgłosek w wygłosie (na końcu wyrazu), tak, jak to ma miejsce w języku polskim, zatem takie słowa jak sed, apud zawsze zachowują wygłosową spółgłoskę dźwięczną.
Spółgłoski wybuchowo-trące c, ĉ, ĝ, wymawiane jako odpowiednio /t͡s/, /t͡ʃ/, /d͡ʒ/, mogą wydawać się podobne do pojawiających się na granicach złożeń międzywyrazowych zbitek ts, tŝ, dĵ. Jednak w przypadku tych międzywyrazowych zbitek pierwsza spółgłoska jest wymawiana do końca, a dopiero po zakończeniu tej fazy artykulacji następuje wymowa drugiej spółgłoski (nie łącznie), zatem odpowiednio: t + s, t + ʃ, d + ʒ. Wymawianie przykładowo c jako t + s (zamiast t͡s) jest błędne. Samogłoski nie zmiękczają ani nie utwardzają spółgłosek, stąd zbitkę ci czyta się jako c + i, nie zaś twardo, np. cy lub miękko jako ći.
Podwójne spółgłoski zdarzają się najczęściej na pograniczu morfemów, np. ekkoni, tualettablo, i wymawia się je oddzielnie.
Spółgłoska /x/ (ĥ) występuje rzadko w języku esperanto i bywa mylona z /h/. Często spotyka się twierdzenie, że dźwięki /x/ i /h/ (odpowiednio reprezentowane przez litery ĥ i h różnią się tylko siłą wymawiania. Tymczasem, mimo że ich siła jest istotnie inna, ich różnica polega na czym innym: /x/ powstaje w podniebieniu miękkim przy pomocy języka, zaś /h/ tworzy się na wysokości strun głosowych; faktycznie /h/ jest bezdźwięczną samogłoską; w celach dydaktycznych twierdzi się, że przypomina samogłoskę, którą pozbawiono dźwięczności, tymczasem ucząc wymowy /x/ proponuje się zacząć od dźwięku /k/ przy obniżonej pozycji języka.

### Wymowa wyrazów nieesperanckich
Wyrazy spoza języka esperanto, pojawiające się czasami w tym języku, można wymówić na trzy sposoby:
- wymówić zgodnie z zasadami języka pochodzenia danego wyrazu, lub dążyć do wymowy oryginalnej. Jest to zawsze poprawny sposób artykulacji, choć niekoniecznie umożliwiający bezproblemową komunikację
- wymówić zgodnie z zasadami panującymi w języku ojczystym mówiącego, jeśli jest on inny niż język pochodzenia wyrazu. Jest to niezalecane, gdyż tylko posługujący się danym językiem odczytają intencje mówiącego
- wymówić zgodnie z zasadami wymowy esperanto (esperanteca elparolo). Jest to sposób najrzadziej spotykany, jednak najczęściej zalecany, gdyż słowo będzie zrozumiałe dla wszystkich posługujących się esperanto

Sposób wymowy w duchu esperanckim nie oznacza bynajmniej, że każdą literę wymawia się na sposób esperancki, ale że tam gdzie to możliwe używa się wyłącznie dźwięków występujących w esperanto. Celem takiej wymowy jest znalezienie sposobu na przekazanie znaczenia wyrazów wszystkim esperantystom. Dotyczy to zwłaszcza dźwięków zapisywanych literami q, w, x i y. Uzywa się następujących zamienników:
- q → k, qu →  kv
- w → ŭ albo v
- x → ks
- y → j albo i

## Akcent
Akcent w języku esperanto realizuje się przez silniejsze wymówienie samogłoski w stosunku do innych. W języku esperanto akcent pada na przedostatnią sylabę wyrazu, np. homo, kompreneble, ankaŭ, przy czym dzieje się tak zarówno w przypadku wyrazów zbudowanych z jednego morfemu, jak i polimorficznych (np. bonvenigas, dompordo). Jedynym wyjątkiem jest emfatyczna konieczność podkreślenia jednego z członów złożenia, wynikająca z szerszego kontekstu: Iru maldekstren, ne dekstren! (idź w lewo, nie w prawo!).
W długich słowach istnieje możliwość zastosowania akcentu pobocznego, słabszego z natury niż akcent główny, przy czym występuje on głównie w słowach złożonych. I tak słowo matenmanĝo można wymawiać zarówno matenmanĝo jak i matenmanĝo, zwłaszcza jeśli mówi się o śniadaniu jako części czegoś większego, np. spotkania. Jednak użycie akcentów pobocznych jest pozostawione całkowitej dowolności mówiącego. Niemniej jednak często spotyka się akcenty poboczne emfatyczne, np. na afiks mal: tio ne estas bona sed malbona.
W praktycznym użyciu w zdaniu akcentowane są wyrazy zgodnie z ogólnym sensem zdania i ich ważnością dla wypowiedzi. Gdy słowo zawierające więcej niż jedną sylabę nie jest szczególnie istotne dla zdania, nie jest akcentowane. Zasada ta obejmuje takie słowa jak antaŭ, ili, kil jak również takie czasowniki jak esti, havi i fari. Przykładowo: Antaŭ tri tagoj mi vizitis vian kuzon kaj mia vizito faris al li plezuron. Rozo estas floro kaj kolombo estas birdo. Użycie emfazy w zdaniach zależy wyłącznie od intencji mówiącego.
Poza akcentem istnieje również inny sposób wymowy wyrazów złożonych, gdy zajdzie taka potrzeba – krótkie pauzy między poszczególnymi morfemami wyrazu. Zazwyczaj używa się ich wspólnie z akcentami pobocznymi, np. konk|ludo jako opozycja do konkludo. Jednak przypadki, gdzie użycie pauz jest pożyteczne są rzadkie i podręczniki zalecają umiar w ich stosowaniu, gdyż nie przyczyniają się do piękna wymowy.

## Sylaba
Każda sylaba zawiera jedną samogłoskę, z wyjątkiem tych wyrazów, które zawierają niezgłoskotwórcze ŭ. Wyrazy z afiksami dzielą się na sylaby na granicach afiksów: tranĉ | il | o, patr | in | o, mal | akr | a, lav | akv | o. W pozostałych przypadkach podział na sylaby jest zgodny ze zwyczajami stosowanymi w językach indoeuropejskich, istnieją również warianty oboczne: cit | ro | no – ci | tro | no.

## Intonacja
Intonacja w języku esperanto nie jest do końca ustalona i jest w dużej mierze zostawiona do dyspozycji użytkownikom, choć wg teoretyka esperanto Johna Wellsa da się wyróżnić podstawowe melodie zdania. I tak zdania oznajmujące są wypowiadane praktycznie zawsze w tonie opadającym: Ni finis la la\boron. W dłuższych wypowiedziach intonacja najpierw wzrasta, następnie opada: Mi finis la la/boron kaj jam iras \hejme. W przypadku pytań oba warianty (wznoszący i opadający) są możliwe, przy czym wskazuje się, że w pytaniach o szczegół (takich, na które nie da się odpowiedzieć „tak” albo „nie”) intonacja opadająca jest bardziej naturalna: Kie vi \loĝas? W pytaniach rozstrzygnięcia, na które można odpowiedzieć „tak” albo „nie” zaczynających się od ĉu, bardziej naturalna jest intonacja wznosząca: ĉu vi trinkas /bieron?